# خمسة قوانين في علم المكتبات
القوانين الخمسة لعلوم المكتبات هي نظرية اقترحها رانجاناثان في عام 1931، توضح بالتفصيل مبادئ تشغيل نظام المكتبات. يقبل العديد من أمناء المكتبات من جميع أنحاء العالم القوانين كأساس لفلسفتهم.
هذه القوانين، كما وردت في كتاب رانجاناثان القوانين الخمسة لعلوم المكتبات؛ هي:
1. الكتب للاستعمال.
2. كل شخص كتابه أو كتابها.
3. كل كتاب قارئه.
4. وفر وقت القارئ.
5. المكتبة هي كائن حي متنامي.[3]

## ملخص

### القانون الأول: الكتب للاستعمال
يُشكل القانون الأول لعلوم المكتبات، "الكتب للاستخدام"، أساس خدمات المكتبة. يعني هذا القانون أنه لا يُقصد من الكتب في المكتبات أن تكون بعيدًا عن المستخدمين. لاحظ رانجاناثان أن الكتب غالبًا ما تربط بالسلاسل لمنع إزالتها وأن التركيز كان على التخزين والحفظ بدلاً من الاستخدام.  ولم يرفض الفكرة القائلة بأن الحفظ والتخزين مهمان، لكنه أكد أن الغرض من هذه الأنشطة يجب أن يكون تعزيز الاستخدام.  بدون وصول المستخدم إلى المواد، تكون هذه العناصر قليلة القيمة. من خلال التأكيد على الاستخدام، أعاد الدكتور رانجاناثان تركيز انتباه المجال على القضايا المتعلقة بالوصول،  مثل موقع المكتبة وسياسات القروض وساعات العمل وأيامه وجودة التوظيف والأمور العادية، مثل أثاث المكتبة والتحكم في درجة الحرارة. 

### القانون الثاني: لكل شخص كتابه
القانون الثاني لعلوم المكتبات، كل شخص كتابه، يعني أن على أمناء المكتبات خدمة مجموعة واسعة من الرعاة، واكتساب الأدب لتناسب مجموعة متنوعة من الاحتياجات، والامتناع عن التحيز أو الحكم على ما يختار المستفيدون قراءته. . يجب أن يحترم أمناء المكتبات أن كل شخص مختلف وأن لكل شخص أذواق مختلفة فيما يتعلق بالكتب التي يختارونها. بعد نشر القوانين الخمسة لعلوم المكتبات، سمى رانجاناثان الأطفال والمعوقين جسديًا والحرفيين والكبار المتعلمين حديثًا والمعاقين ذهنيًا وأفراد الطبقة العاملة والأفراد ذوي الاهتمامات المتخصصة كمجموعات محددة من القراء المحتملين الذين يتم خدمتهم من خلال تطبيق القانون الثاني.  بالإضافة إلى ذلك، يجب أن تمثل مجموعة المكتبة المجتمع الذي تخدمه. 

### القانون الثالث: لكل كتاب قارئه
القانون الثالث لعلوم المكتبات، لكل كتاب قارئه، يعني أن جميع الكتب لها مكان في المكتبة، حتى لو كانت مجموعة صغيرة فقط من السكان قد اختاروا قراءتها.  أوضح رانجاناثان لاحقًا أن مصطلح كتاب يمكن تعميمه ليعني أي مستند. 

### القانون الرابع: وفر وقت القارئ
القانون الرابع لعلوم المكتبات، وفر وقت القارئ، يعني أن جميع المستفيدين يجب أن يكونوا قادرين بسهولة على تحديد المواد التي يرغبون فيها بسرعة وكفاءة. تُنشئ ممارسة المكتبات أنظمة وخدمات وسير عمل وأدلة وأطر عمل لصالح التطبيق العملي للمستخدم.  وقال رانجاناثان إن القانون الرابع بدوره يوفر وقت موظفي المكتبة من خلال ممارسات مثل التصنيف المركزي والفهرسة، وتوثيق المواد قبل إرسالها إلى المكتبة التي طلبتها، وميكنة طرق استرجاع المعلومات. 

### القانون الخامس: المكتبة كائن حي متنامي
القانون الخامس لعلوم المكتبات ، المكتبة كائن حي متنامي"، يعني أن المكتبة يجب أن تكون مؤسسة ديناميكية لا تكون ثابتة في منظورها. حدد رانجاناثان نوعين من النمو: النمو الذي يزيد من كمية العناصر في مجموعة المكتبة، والنمو الذي يحسن الجودة الإجمالية للمجموعة من خلال استبدال المواد.  يجب تحديث الكتب والأساليب والمكتبة المادية بمرور الوقت. يجب أن يكون هناك اعتبار للمساحة المادية المتزايدة، ولكن في القرن الحادي والعشرين، أصبح هذا يعني أن الأنظمة الأساسية للتنسيقات المتعددة يمكن أن تشملها المجموعة. 

## المتغيرات

### قانون البخل
كتب رانجاناثان أيضًا عما أسماه "قانون البخل". وفقًا لهذا القانون، لا ينبغي تخصيص الموارد المالية بشكل عام للكتب ذات الجمهور المحدود. 

### قوانين أخرى
في عام 1998، أوصى مايكل جورمان، الرئيس السابق لجمعية المكتبات الأمريكية، بالقوانين التالية بالإضافة إلى قوانين رانجاناثان الخمسة:
1. المكتبات تخدم الإنسانية.
2. احترم جميع أشكال توصيل المعرفة.
3. استخدم التكنولوجيا بذكاء لتحسين الخدمة.
4. حماية حرية الوصول إلى المعرفة.
5. احترم الماضي وخلق المستقبل. [13]

كرر جورمان هذه القوانين في الفصل الأول من كتابه مكتبات المستقبل: الأحلام والجنون والحقائق، الذي شارك في كتابته والت كروفورد، وفي كتاب قوتنا الفردية: تأملات لأمناء المكتبات.
في عام 2004، أوصى أمين المكتبة علي رضا نوروزي بتطبيق قوانين رانجاناثان على الويب:
1. موارد الويب للاستخدام.
2. كل مستخدم لديه موارد الويب الخاصة به.
3. كل مورد ويب مستخدمه.
4. وفر وقت المستخدم.
5. الويب هو كائن حي متنامي. [14]

في عام 2008، أوصت أمينة المكتبة كارول سيمبسون بالتعديلات التالية على قوانين رانجاناثان لتعكس ثراء وسائل الإعلام:
1. الوسائط للاستخدام.
2. كل راعي معلوماته.
3. كل وسيط مستخدمها.
4. وفر وقت المستفيد.
5. المكتبة كائن حي متنامي. [15]

في عام 2016، أوصى الدكتور أكالا مونيغل Achala Munigal بالتعديلات التالية على قوانين رانجاناثان بسبب إدخال وتطبيق الأدوات الاجتماعية في المكتبات:
1. يستخدام وسائل التواصل الاجتماعي - بشكل متزايد في المكتبات بواسطة أمناء المكتبات.
2. كل مستخدم لأداته الاجتماعية.
3. كل أداة اجتماعية مستخدمها.
4. وفر وقت المستخدم من خلال تقديم المعلومات التي يبحث عنها باستخدام الأداة الاجتماعية التي يعرفها.
5. تعد وسائل التواصل الاجتماعي كائنًا متناميًا، حيث يقدم العديد من الأدوات والتطبيقات كل يوم. المكتبات لم تعد من الطوب والحجر. إنهم يخدمون الأعضاء وغير الأعضاء على حد سواء من حيث خدمة المكتبة غير التقليدية، بغض النظر عن المكان والزمان. [16]

في عام 2019 ، اقترح بشير حمد شدرش قوانين المعرفة الخمسة ، مقتبسة من قوانين رانجاناثان:
1. المعرفة للاستخدام في جميع الأشكال.
2. لكل مواطن الحق في الوصول إلى كل أشكال المعرفة.
3. كل معرفة [ كذا ] متاحة للجميع دون تمييز من أي نوع.
4. وفر وقت كل طالبي المعرفة.
5. نظام المعرفة هو نظام يتطور بمرور الوقت لتحقيق جميع القوانين المذكورة أعلاه. [17]

## قراءة معمقة
- Aspe، Ron (9 سبتمبر 2016). "Do the original 5 Laws of Library Science hold Up in a digital world?". Lucidea. مؤرشف من الأصل في 2023-01-06. اطلع عليه بتاريخ 2022-01-24.
- Connaway، Lynn Silipigni؛ Faniel، Ixchel M. (2014). Reordering Ranganathan: Shifting user behaviors, shifting priorities (PDF). OCLC Research. مؤرشف من الأصل (PDF) في 2023-01-06.
- Crawford، Walt؛ Gorman، Michael (1995). Future libraries: Dreams, madness, & reality. جمعية المكتبات الأمريكية. ISBN:9780838906477. مؤرشف من الأصل في 2023-01-06.
- Gorman، Michael (1998). Our singular strengths: Meditations for librarians. جمعية المكتبات الأمريكية. ISBN:9780838907245. مؤرشف من الأصل في 2023-01-06.